# Phytomyza pauliloewi
Phytomyza pauliloewi är en tvåvingeart som beskrevs av Friedrich Georg Hendel 1920. Phytomyza pauliloewi ingår i släktet Phytomyza och familjen minerarflugor.
Artens utbredningsområde är Österrike. Inga underarter finns listade i Catalogue of Life.